# CRX
CRX (англ. Cone-rod homeobox) – білок, який кодується однойменним геном, розташованим у людей на короткому плечі 19-ї хромосоми. Довжина поліпептидного ланцюга білка становить 299 амінокислот, а молекулярна маса — 32 261.
| 10         |  | 20         |  | 30         |  | 40         |  | 50         |
| ---------- |  | ---------- |  | ---------- |  | ---------- |  | ---------- |
| MMAYMNPGPH |  | YSVNALALSG |  | PSVDLMHQAV |  | PYPSAPRKQR |  | RERTTFTRSQ |
| LEELEALFAK |  | TQYPDVYARE |  | EVALKINLPE |  | SRVQVWFKNR |  | RAKCRQQRQQ |
| QKQQQQPPGG |  | QAKARPAKRK |  | AGTSPRPSTD |  | VCPDPLGISD |  | SYSPPLPGPS |
| GSPTTAVATV |  | SIWSPASESP |  | LPEAQRAGLV |  | ASGPSLTSAP |  | YAMTYAPASA |
| FCSSPSAYGS |  | PSSYFSGLDP |  | YLSPMVPQLG |  | GPALSPLSGP |  | SVGPSLAQSP |
| TSLSGQSYGA |  | YSPVDSLEFK |  | DPTGTWKFTY |  | NPMDPLDYKD |  | QSAWKFQIL  |

A: Аланін

C: Цистеїн

D: Аспарагінова кислота

E: Глутамінова кислота

F: Фенілаланін

G: Гліцин

H: Гістидин

I: Ізолейцин

K: Лізин

L: Лейцин

M: Метіонін

N: Аспарагін

P: Пролін

Q: Глутамін

R: Аргінін

S: Серин

T: Треонін

V: Валін

W: Триптофан

Кодований геном білок за функціями належить до активаторів, білків розвитку. 
Задіяний у таких біологічних процесах, як транскрипція, регуляція транскрипції, диференціація клітин, нейрогенез. 
Білок має сайт для зв'язування з ДНК. 
Локалізований у ядрі.